# Monika Hellmuth-Claus
Monik Hellmuth-Claus (auch Monika-Christine Hellmuth-Claus; * 7. August 1943 in Dessau; † 6. Februar 2016) war eine deutsche Bildhauerin.

## Leben und Werk

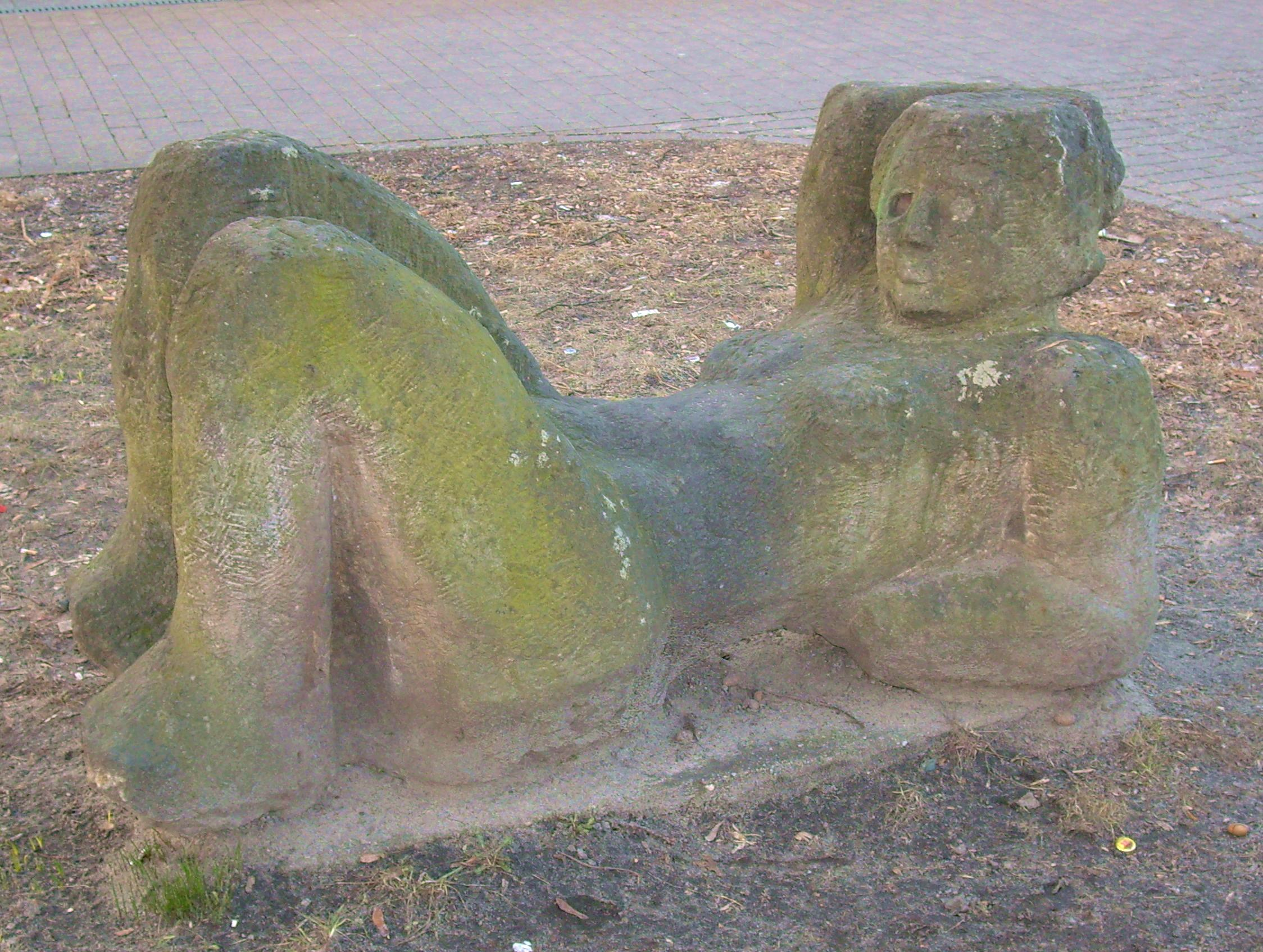
Plastik „Liegende“ des Dritten Bildhauersymposiums in Hoyerswerda (1979)

Der Vater von Monika Claus wurde 1946 im Rahmen der Aktion Ossawakim als Spezialist in die Sowjetunion verbracht und lebte dort mit seiner Familie bis 1953. Danach kam die Familie nach Dresden, wo Monika Claus die Schule abschloss und eine Gärtnerlehre im VEB Gartenbau Dresden absolvierte. Von 1962 bis 1964 besuchte sie die Abendschule an der Hochschule für Bildende Künste Dresden (HfBK). Anschließend studierte sie an der HfBK bis 1969 Bildhauerei bei Walter Arnold, Gerd Jaeger und Hans Steger. Dabei lernte sie den späteren Bildhauer Lutz Hellmuth kennen, den sie heiratete. Von 1973 bis 1976 war sie Meisterschülerin von Ludwig Engelhardt an der Deutschen Akademie der Künste in Berlin. Danach arbeitete sie als freischaffende Bildhauerin in Erfurt.
Monika Hellmuth-Claus war eine der wichtigen Bildhauerinnen der DDR. 1979 beteiligte sie sich mit sieben weiteren Bildhauern aus sechs Ländern, darunter Jürgen von Woyski, am III. Bildhauer-Symposium „Immer lebe die Sonne“ im Tierpark Hoyerswerda. Dabei schuf sie aus Sandstein die Plastik Liegende.
Ende der 80er Jahre zog sie sich vollständig aus dem öffentlichen Leben zurück und stellte ihr künstlerisches Schaffen aus gesundheitlichen Gründen ein.
Monika Hellmuth-Claus hatte eine Tochter.

## Werke

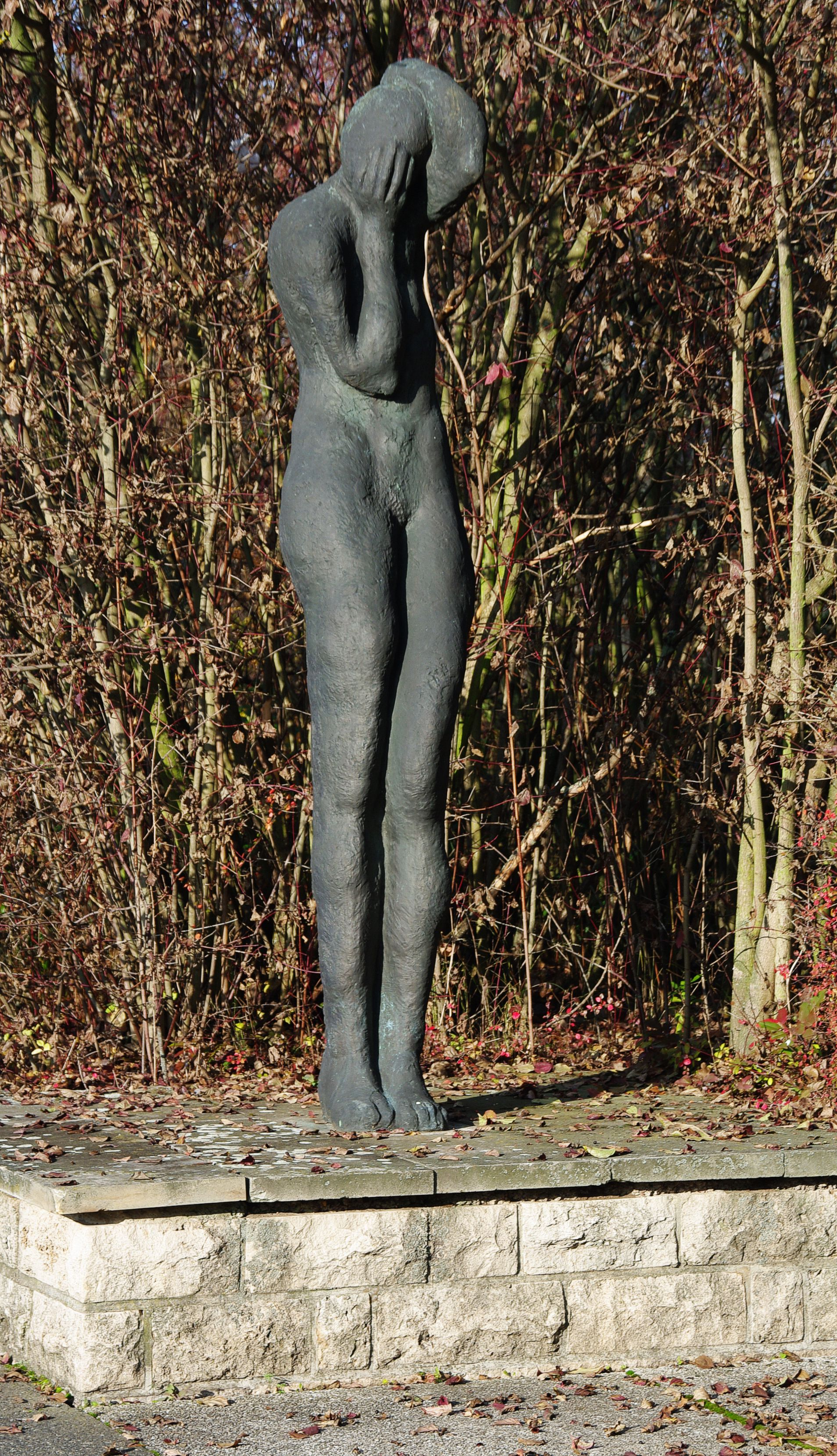
Bronzeplastik „Große Trauernde“, 1978; Hauptfriedhof Erfurt

### Plastiken
- Arbeiterveteran Karl Specht (Porträtplastik, Beton, 1969/1970; ausgestellt auf der VII. Kunstausstellung der DDR)[3]
- Torso (Lindenholz, 1975; ausgestellt auf der VIII. Kunstausstellung der DDR)[4]
- Porträt einer Nachbarin (Porträtplastik, Bronze, 1977/1978; ausgestellt auf der IX. Kunstausstellung der DDR)[5]
- Große Trauernde (Bronze, 1978; Hauptfriedhof Erfurt)

### Architekturbezogene Werke
- Acht Szenen zu Brechts Kinderhymne (Relief, Beton, 1972; Fassade der damaligen Oberschule Friedrich Engels, Nordhausen. Die Schule wurde 2013 abgerissen, das Relief geborgen.)[6]

## Ausstellungen
- 1969/1970: Berlin („Architektur und Bildende Kunst. Ausstellung zum 20. Jahrestag der DDR“)
- 1971: Berlin, Altes Museum („Das Antlitz der Arbeiterklasse in der bildenden Kunst der DDR“)
- 1972, 1975, 1979 und 1984: Erfurt, Bezirkskunstausstellungen
- 1972/1973, 1977/1978 und 1982/1983: Dresden, VII. bis IX, Kunstausstellung der DDR
- 1973: Berlin und 1978 Frankfurt/Oder, Galerie Junge Kunst („Junge Künstler der DDR“)
- 1978/1979: Akademie der Künste der DDR („14 Meisterschüler. Graphik, Malerei, Plastik“)
- 1979: Dresden, Albertinum („Junge Bildhauerkunst der DDR“)
- 1981: Weimar, Kunsthalle am Theaterplatz (mit Ilse Englberger, Gisela Richter und Petra Wiegand)
- 1982: Berlin, Treptower Park (Plastik und Blumen)
- 1983: Magdeburg Museum Kloster Unser Lieben Frauen („Junge Bildhauer der DDR“)